# Ernst Steinacker
Ernst Steinacker (* 6. November 1919 in Wemding; † 2. März 2008 in Spielberg) war ein deutscher Bildhauer.

## Leben
Ernst Steinacker wurde in Wemding im heutigen schwäbischen Landkreis Donau-Ries geboren. Seine Vorfahren waren Bauern. 1933 absolvierte er eine Lehre als Steinbildhauer. 1936 besuchte er die Kunstgewerbeschule (Holz) in München. Von 1939 bis 1945 war er Kriegsteilnehmer im Osten. Von 1948 bis 1953 besuchte er die Staatliche Akademie der Bildenden Künste Stuttgart (zusammen mit Hajek und Jürgen Weber) Ab 1953 entstanden eigene Werke in Bronze, Stein und Holz. Von 1975 an gestaltete er Engel, die idealerweise auf einem Hügel und über Weizenfeldern stehen sollten, „nahe dem Himmel“.
1999 bis 2000 entstand der Gemäldezyklus Freude der Auferstehung im Kloster Heidenheim. Er gestaltete auch die Domportale in Augsburg und Trier sowie 2003 das neue Bronzeportal für die evangelische Klosterkirche in Auhausen.
Steinacker lebte mit seiner Familie nahe Gnotzheim (Landkreis Weißenburg-Gunzenhausen) auf Schloss Spielberg, das er – im Alter von 64 Jahren beginnend – in fünf Jahre langer Arbeit noch selbständig renovierte und zum Museum und kulturellem Zentrum umbaute. Hier befand sich auch sein Atelier. Rund um das Schloss stehen einige seiner Skulpturen. Ein Sohn mit Familie lebt auf dem Schloss und pflegt das väterliche Erbe.
Steinacker war Jury-Mitglied in der Neuen Münchner Künstlergenossenschaft und im Haus der Kunst in München. Weiterhin war er Mitglied in der Deutschen Gesellschaft Christlicher Kunst.

## Wichtige Werke (Auswahl)
- Vertriebenendenkmal (Jubiläumspark Bad Homburg)
- Gnadenaltar von Maria Brünnlein, Wemding
- Mädchenbrunnen, Augsburg
- Bronzerelief in Mülheim an der Ruhr
- Bronzerelief im St. Ulrich Haus, Augsburg
- großer Bronzekopf am Altmühlsee
- großes Steinschiff, Donaubrücke Dillingen
- großer David, Windsbach
- Jakobsstatue in St. Jakob, Oettingen
- Jakobsstatue an der Jakobskirche in Rothenburg
- Jakobsstatue in St. Jakob, Gunzenhausen
- Engelschor in St. Markus, Ingolstadt
- Drei Engel Trierer Dom, Kreuzgang, Bronze
- West-Portal der Klosterkirche von Auhausen in Bronze
- Bronzebildsäule des Pfarrers Baist in Westheim
- Zwölf Apostel an der Außenwand der Apostelkirche in Neuburg an der Donau
- Franziskusbrunnen (Franziskus segnet die Tiere) im Franziskanerinnenkloster Maria Stern, Augsburg
- Flötenspieler in Feuchtwangen

## Galerie

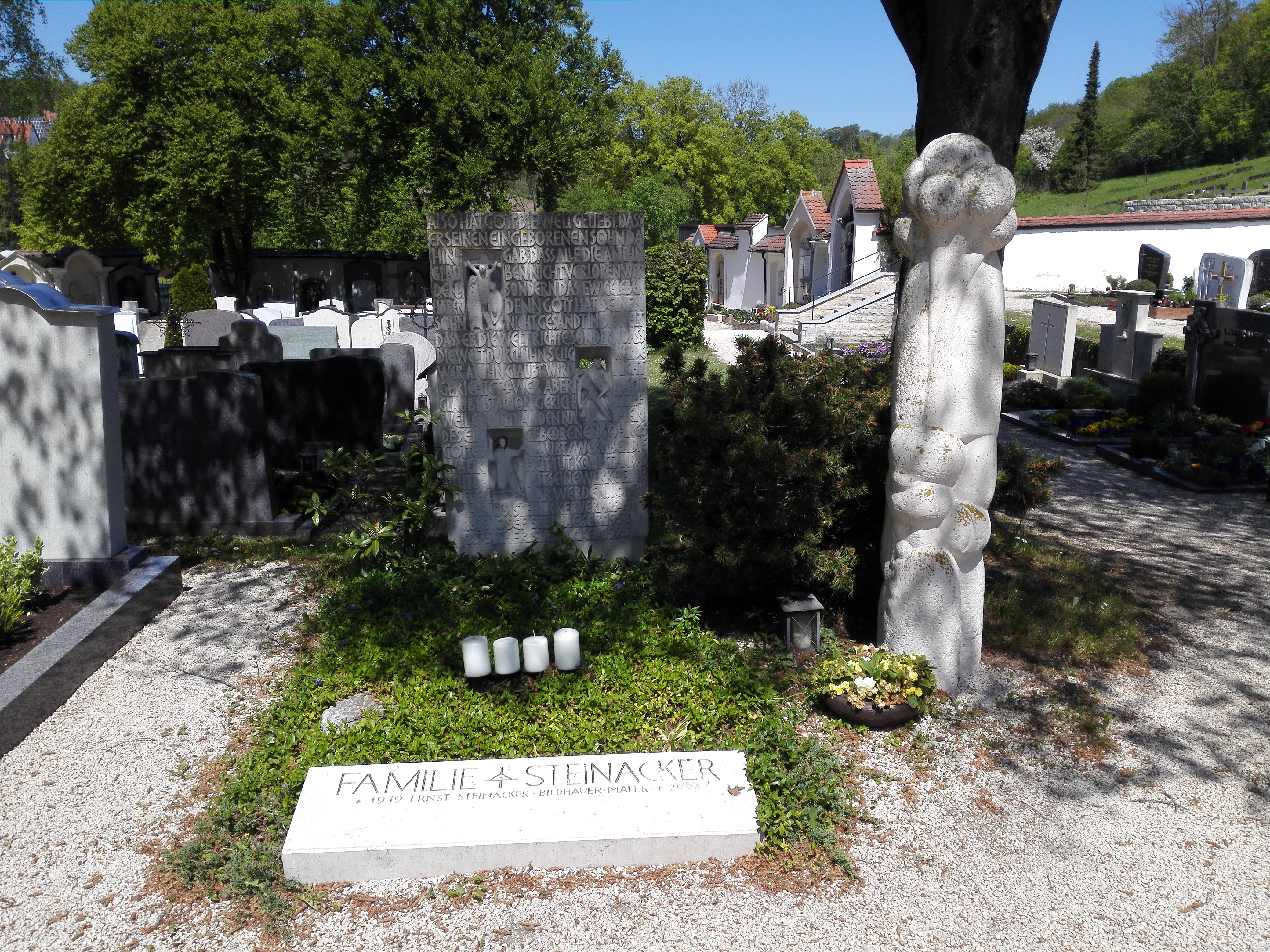
Ruhestätte von Ernst Steinacker auf dem Friedhof in Wemding
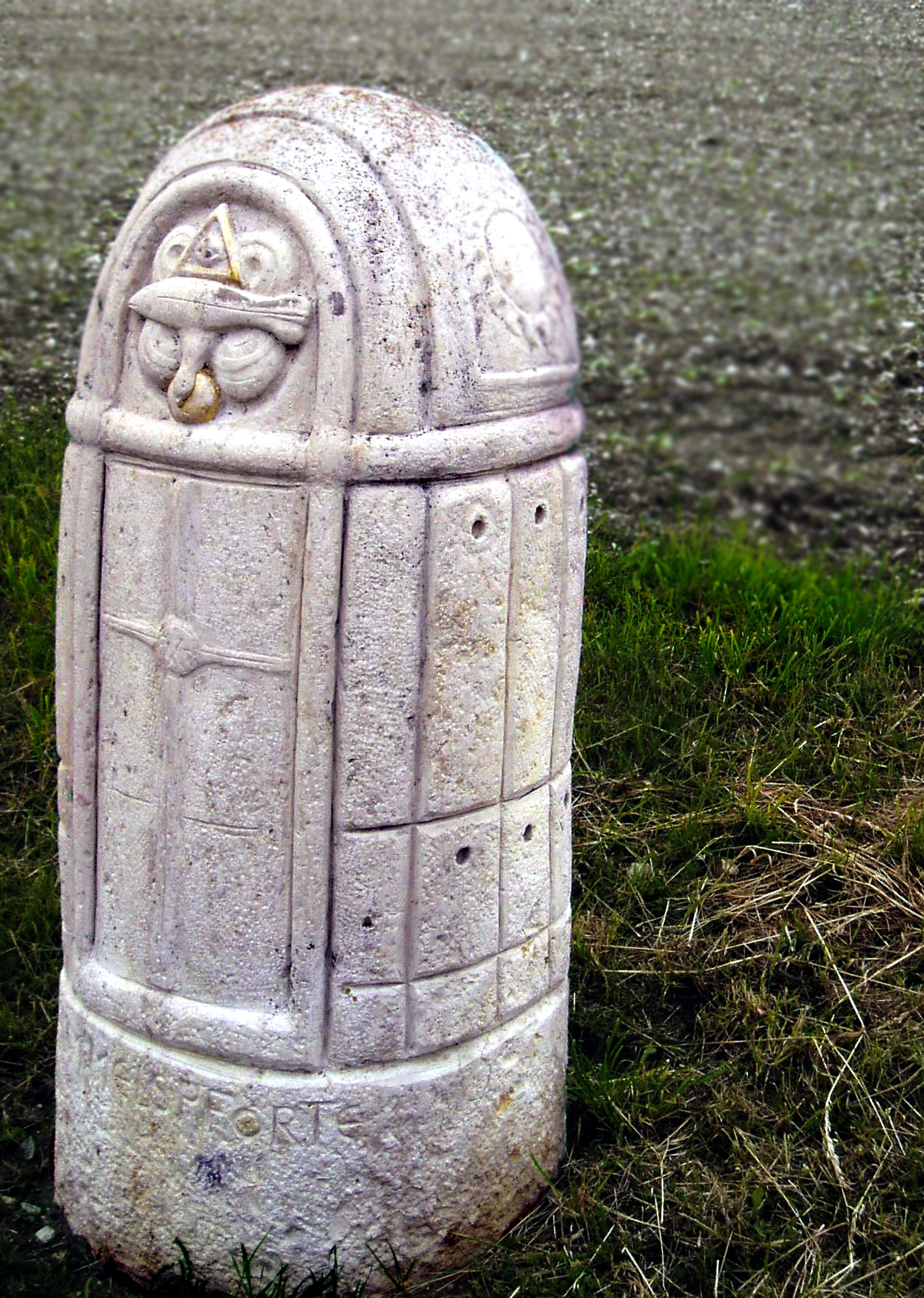
Bildhauerei „Himmelpforte“ in Wemding
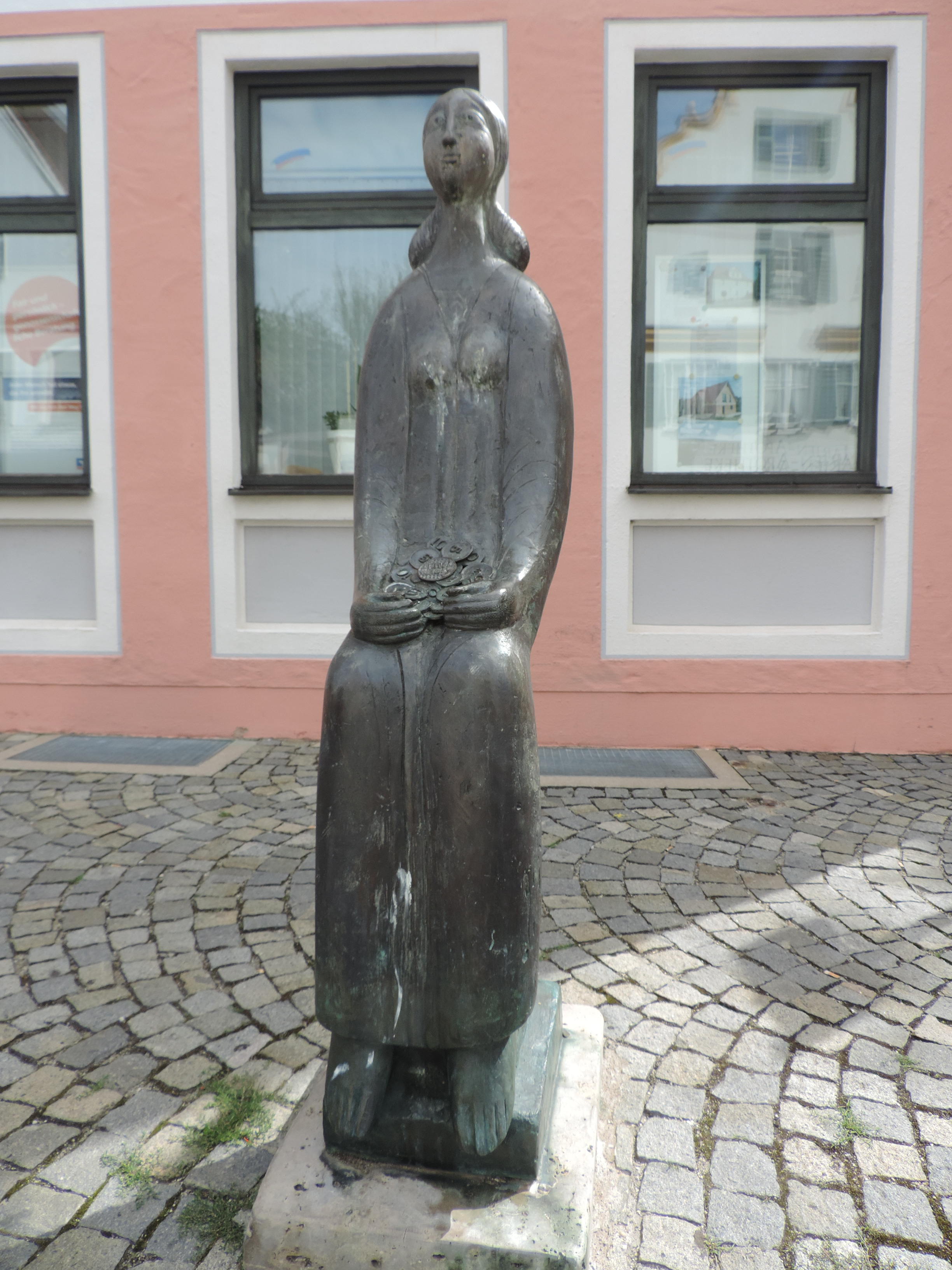
Statue vor der Raiffeisen-/Volksbank in Wemding
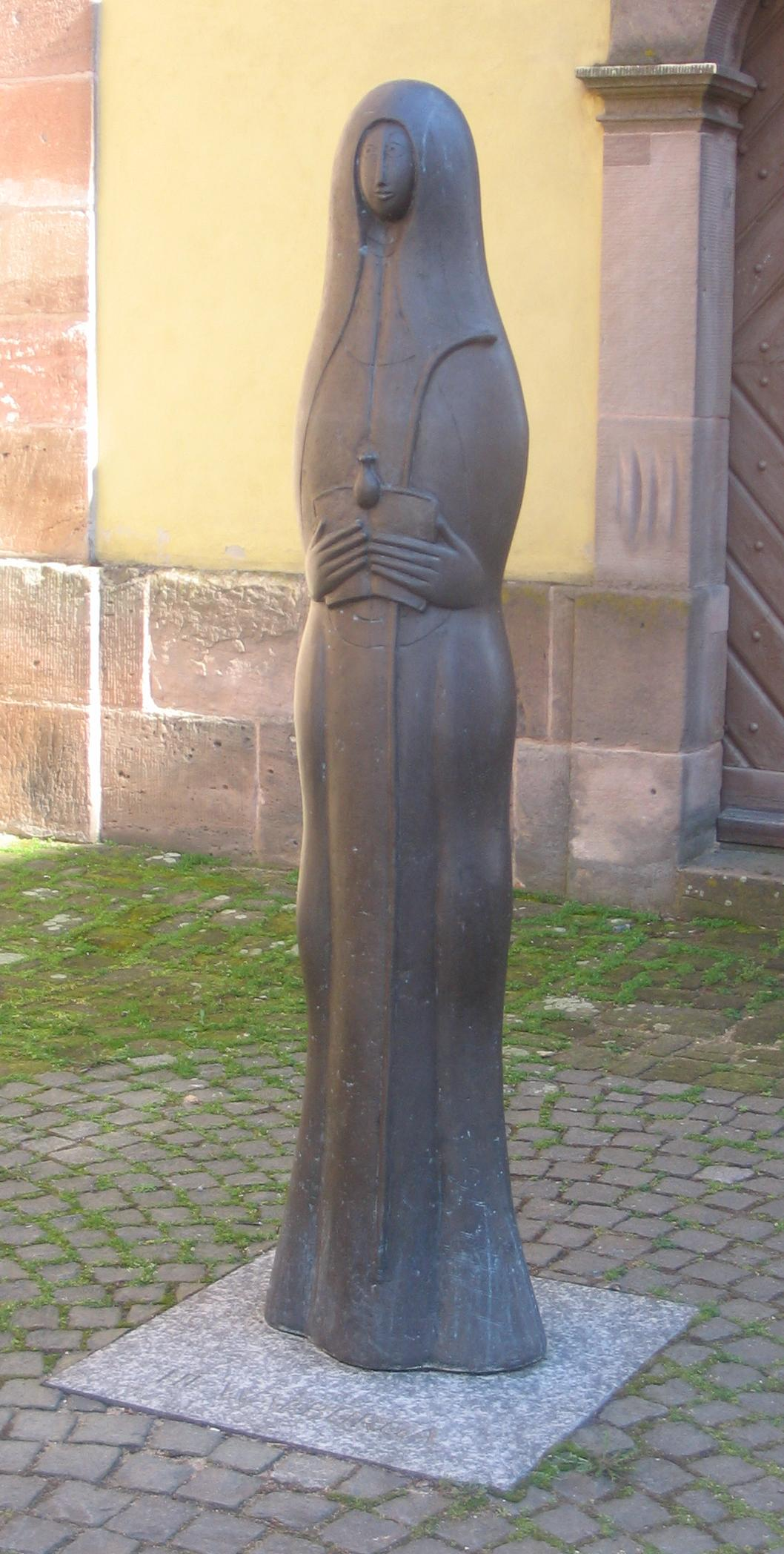
Statue der heiligen Walburga in Wolframs-Eschenbach
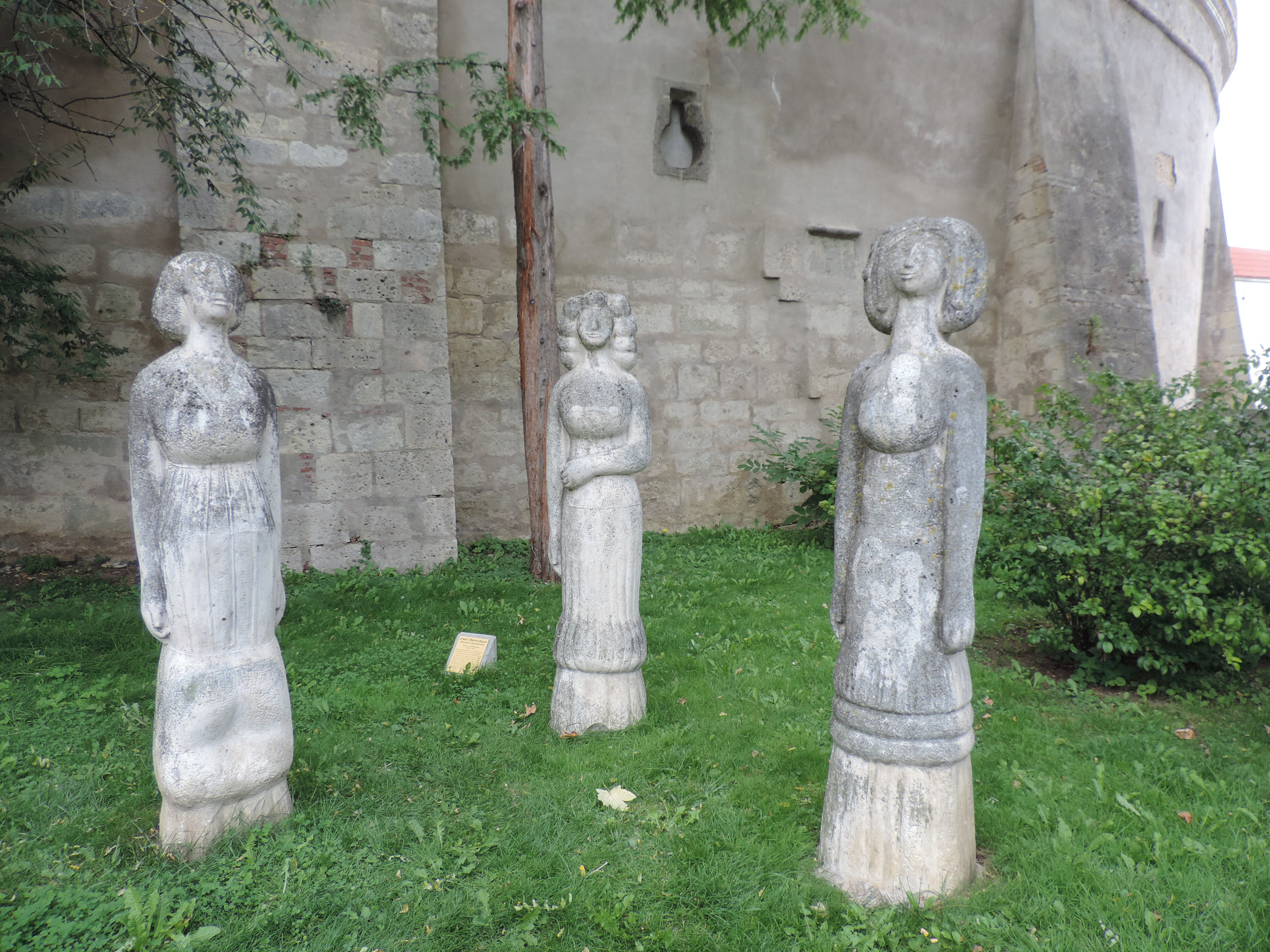
Frauenstatuen in den Frickhinger-Anlagen in Nördlingen
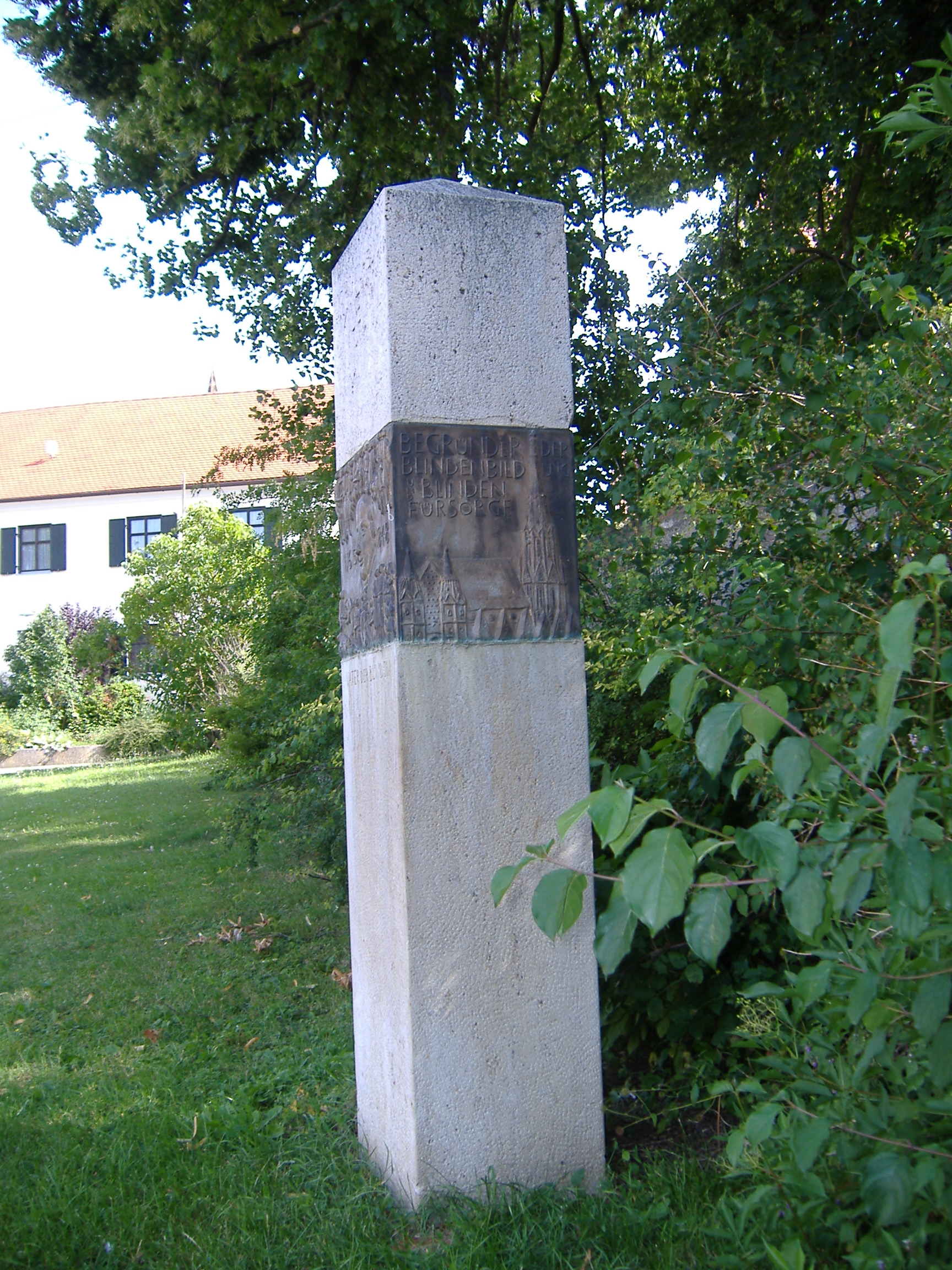
Stele in Erinnerung an Johann Wilhelm Klein in Alerheim
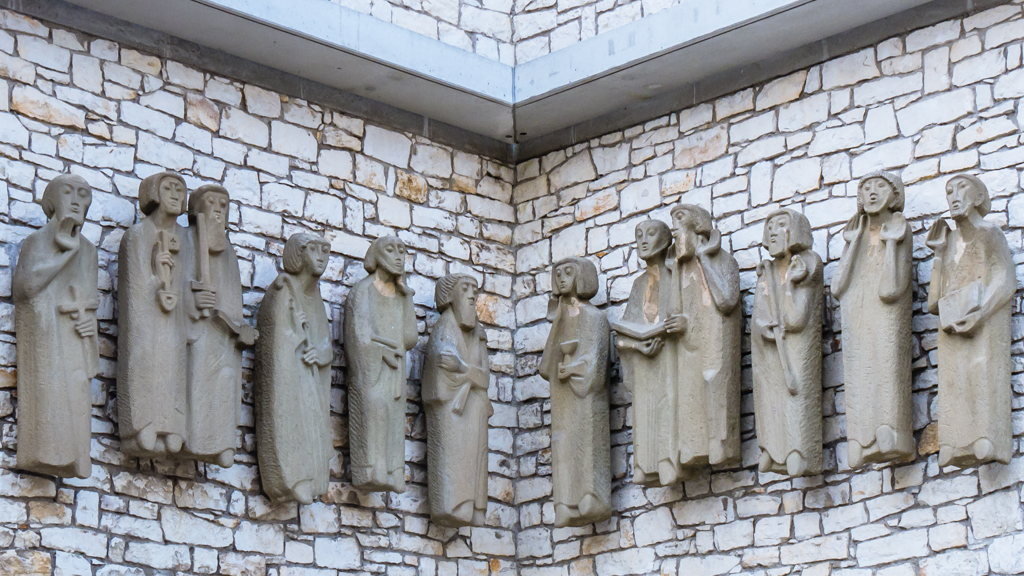
Zwölf Apostel an der Apostelkirche in Neuburg an der Donau
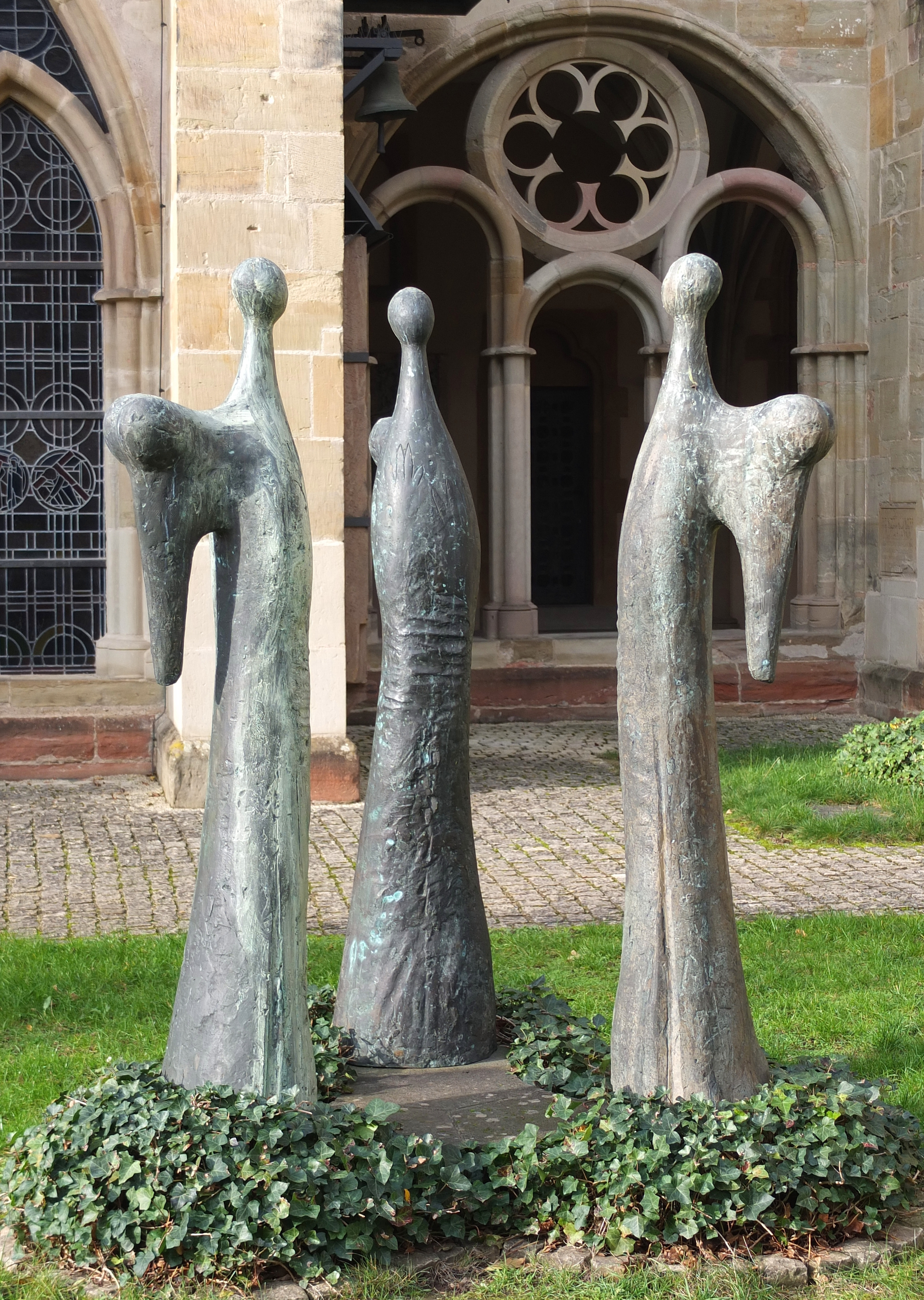
„Drei Engel“ im Kreuzgang des Trierer Doms
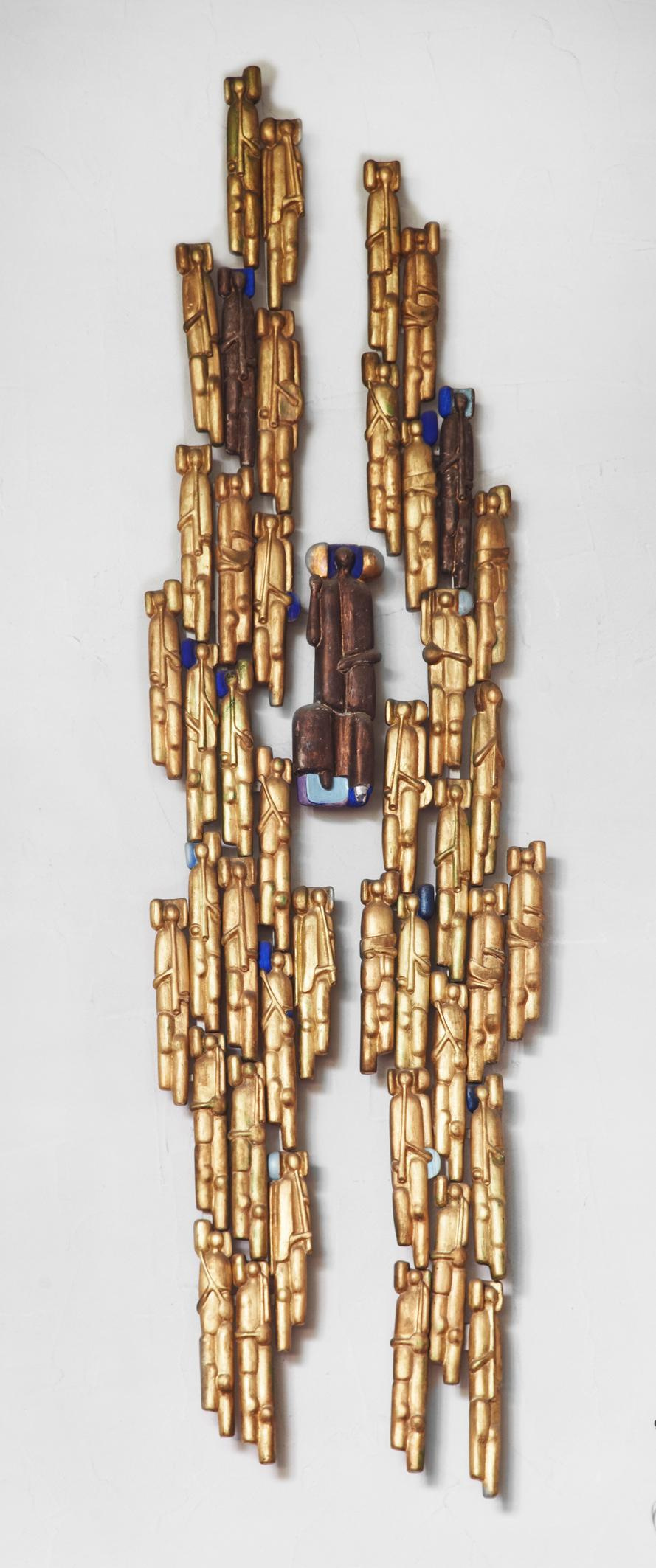
Engelschor, St. Markus (Ingolstadt)

Kurpark Oberstdorf
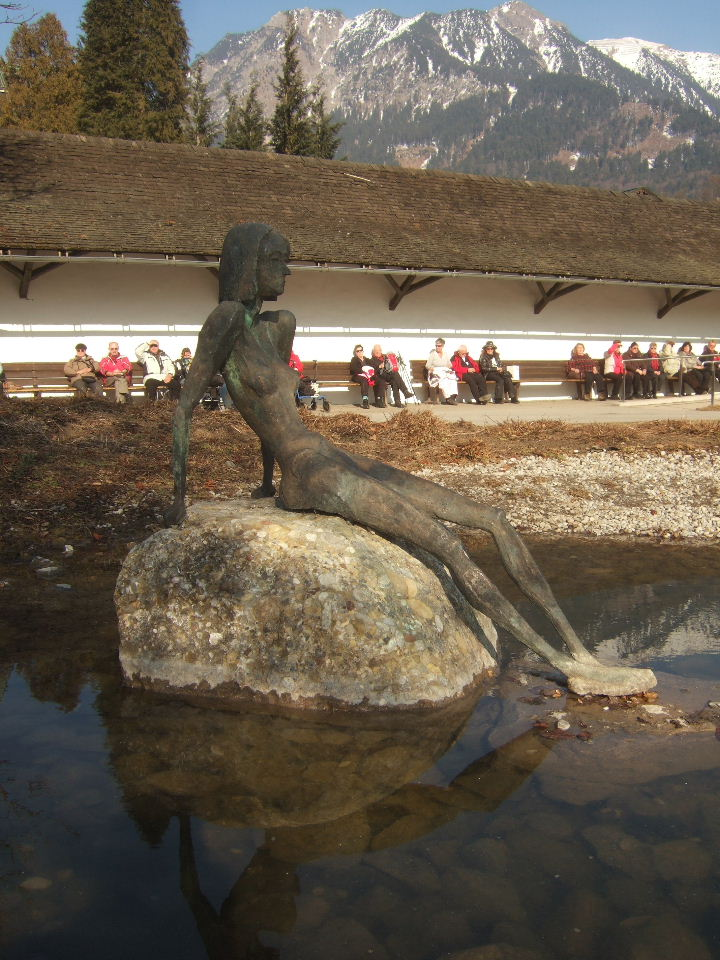
„Frau im Teich“
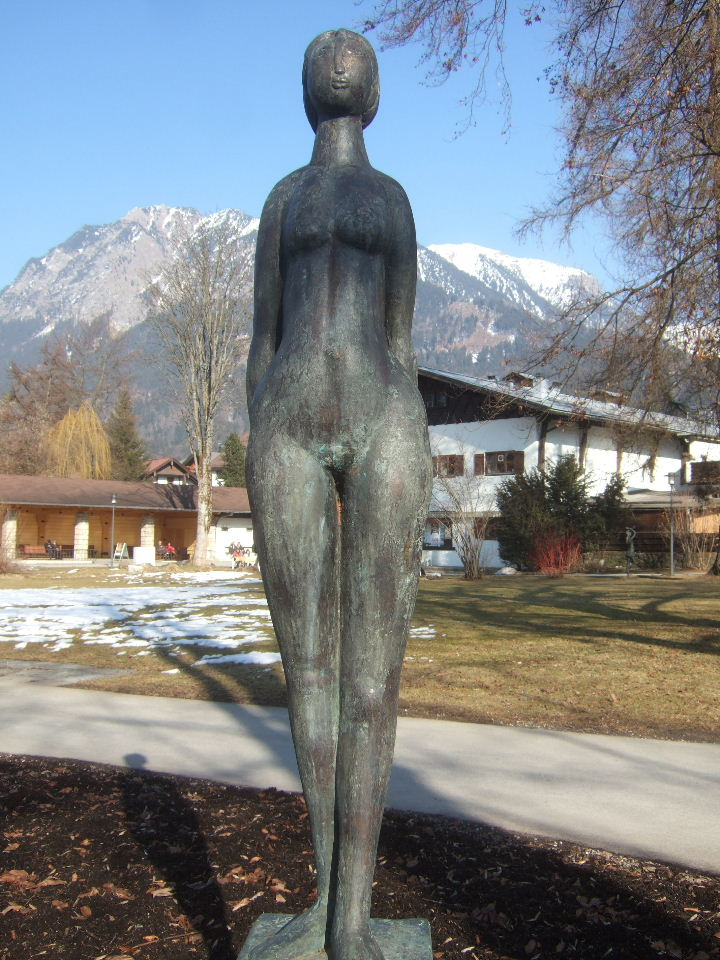
„Stehendes Mädchen“
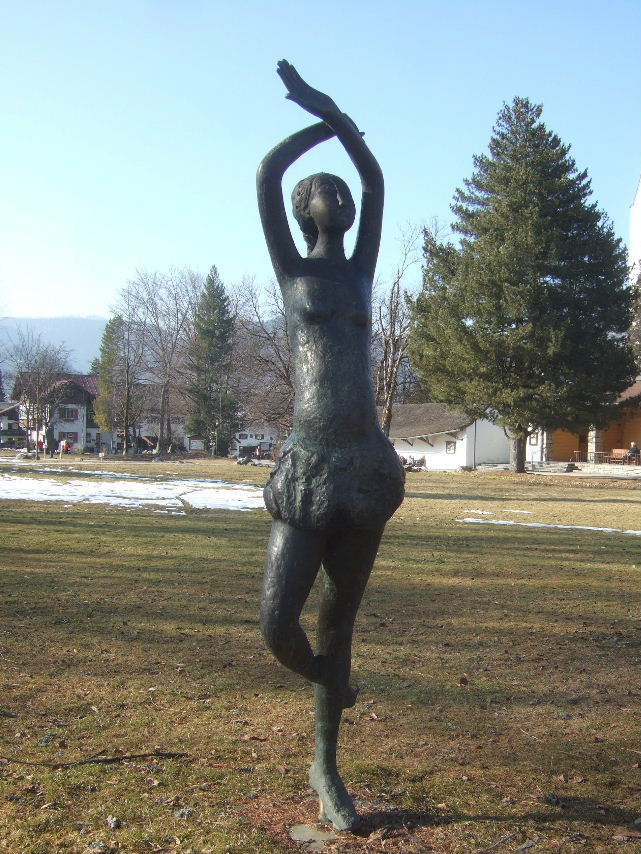
„Tänzerin“
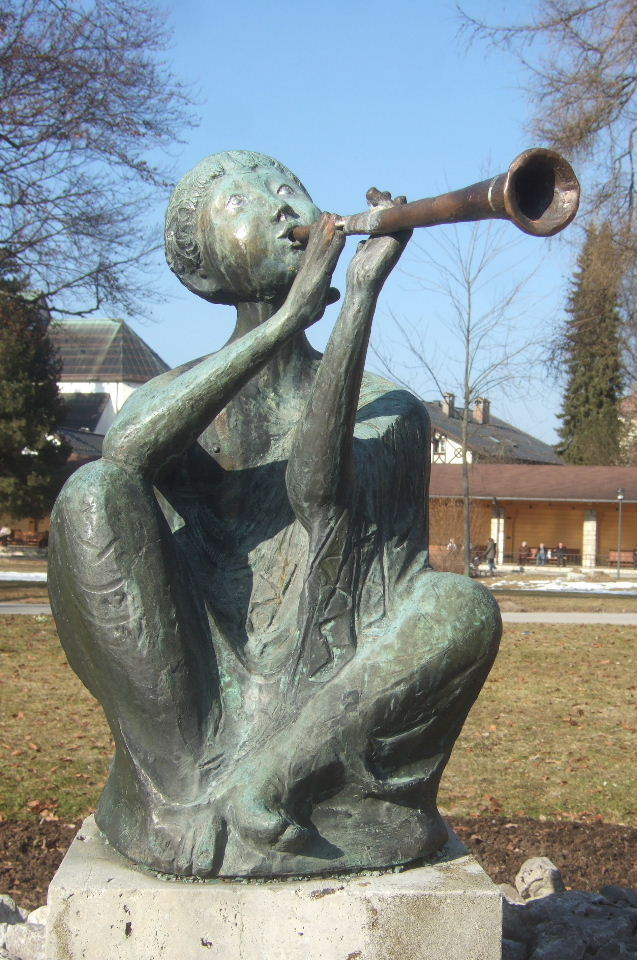
„Flötenspieler“

Burg Spielberg
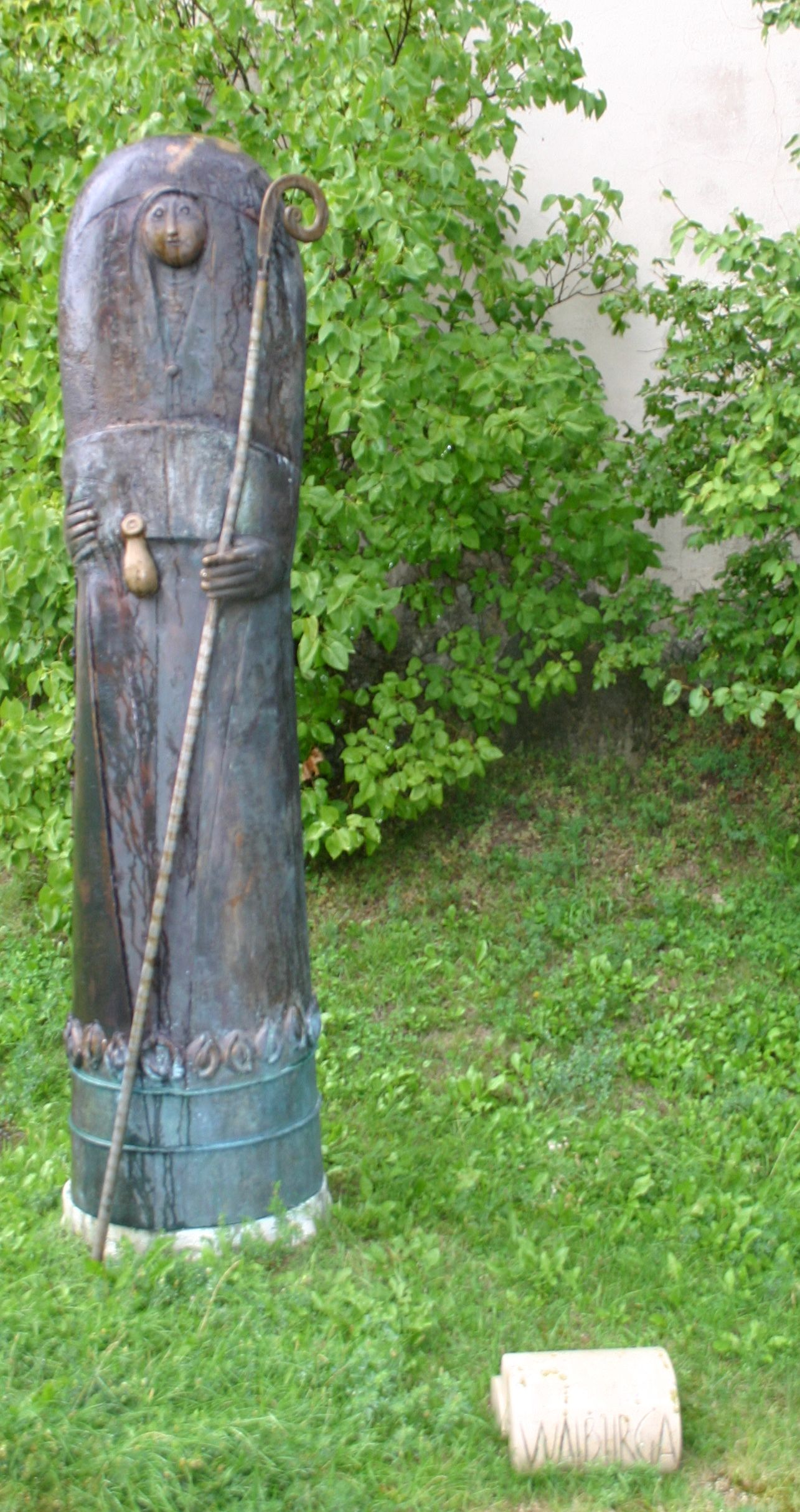
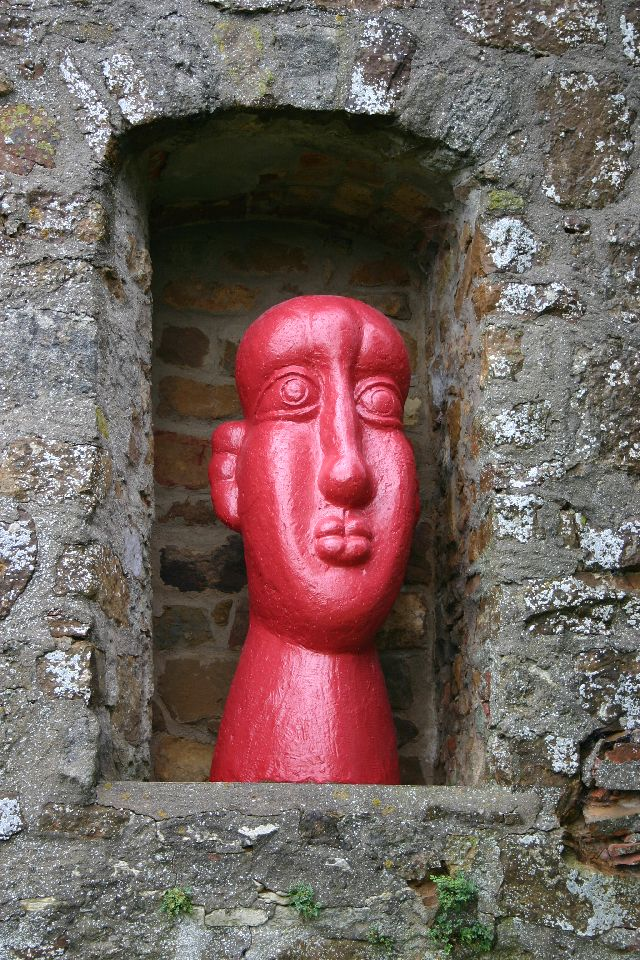
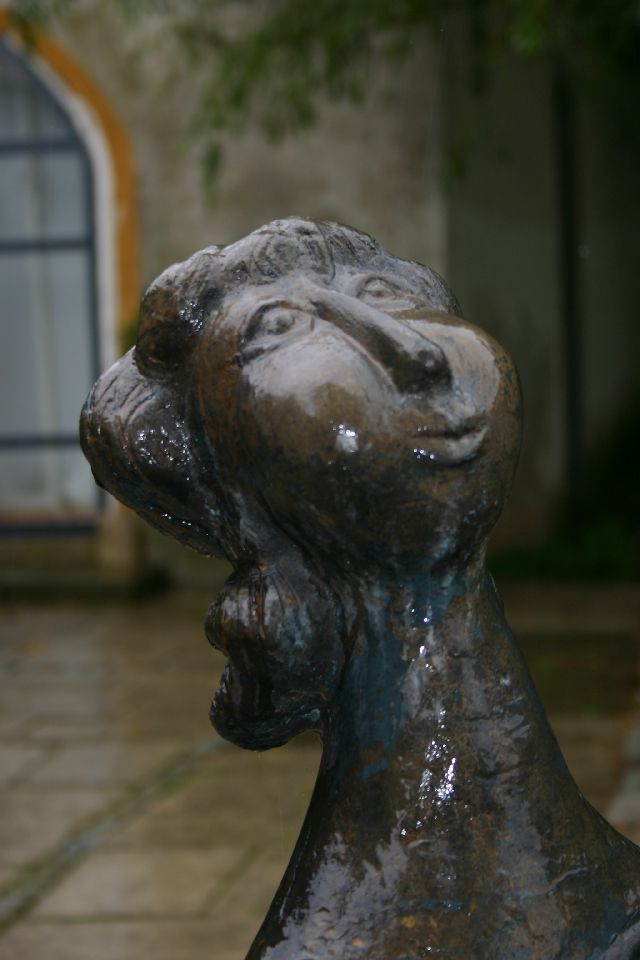
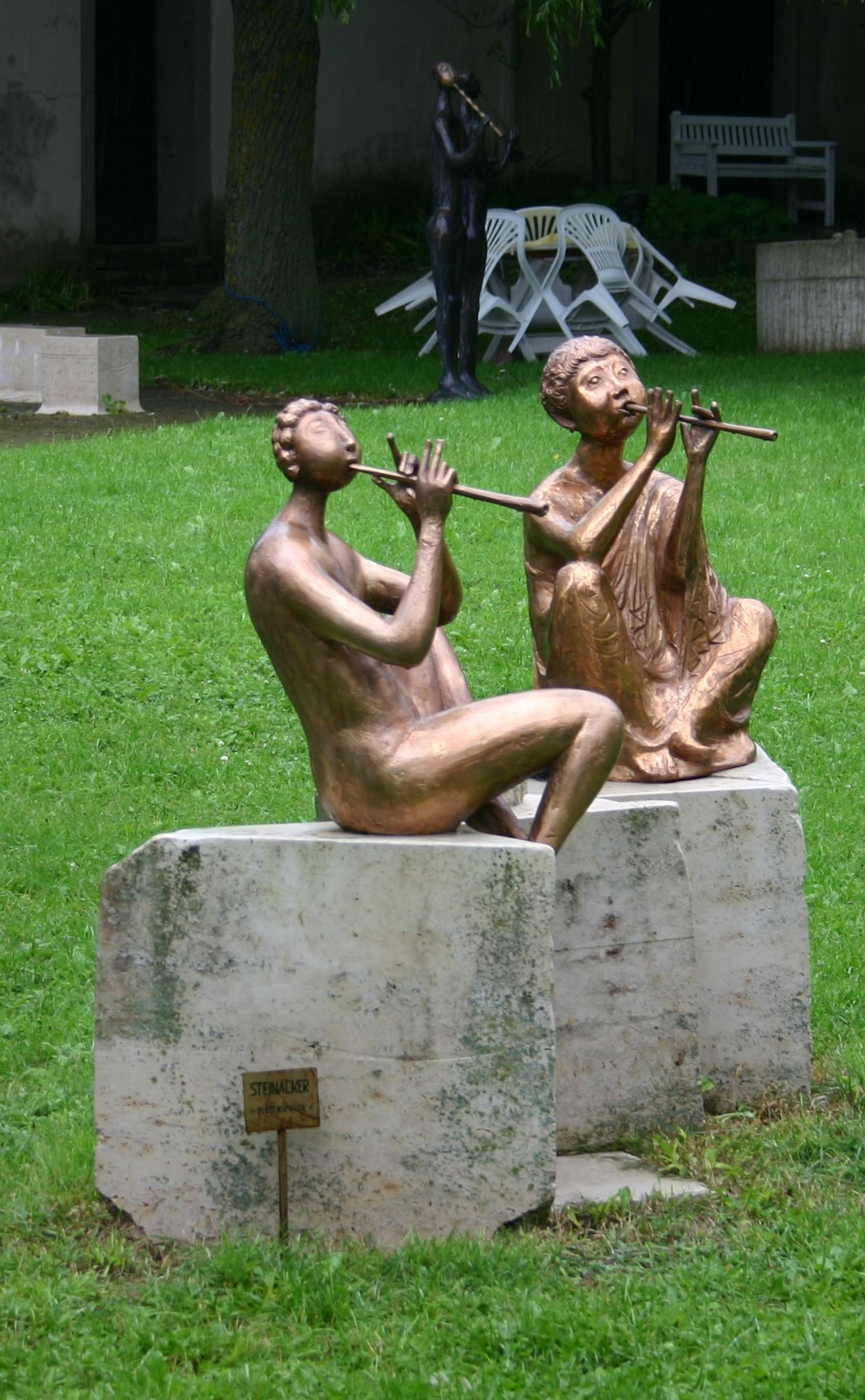

## Auszeichnungen
- 1964 Prix de Sculpture Monaco
- 1966 Preis der Bayerischen Akademie der schönen Künste, München
- 1967 Schwäbischer Kunstpreis
- 1972 Kunstpreis der Diözese Augsburg
- 1990 Bundesverdienstkreuz
- 1997 Wolfram-von-Eschenbach-Preis
- 1999 Rieser Kulturpreis